# 許如蘭
許如蘭（？—？），字湘畹，号芳谷，南直隶廬州府合肥县人，明朝进士、官员。

## 生平
万历四十年（1612年）壬子科應天府鄉試舉人，四十四年（1616年）丙辰科进士，通政司觀政，授任光州知州，天啓元年本省同考，升工部屯田司员外郎，三年遷工部营缮司郎中，四年出为绍兴府知府，因功升二级，七年四月升本省按察使。崇祯元年十一月改河南按察使，管密云道，镇守密云，转山西蒲州道右布政使，密人请留，未赴。崇祯三年（1630年）命巡抚顺天，不久调广西巡抚，折悍藩，平普莫二贼，加從三品服俸，进右副都御史。四年二月被纠，六年革职。

## 家族
父許同升，廪生。

## 延伸阅读
[在维基数据编辑]